# Acanthodica fosteri
Acanthodica fosteri là một loài bướm đêm thuộc họ Noctuidae. Nó được tìm thấy ở Nam Mỹ, bao gồm Paraguay, Guyane thuộc Pháp và Costa Rica.